# Občina Tržič
Občina Tržič je ena od občin v Republiki Sloveniji. Občina zavzema 155,4 km2 ali 0,8 % ozemlja Republike Slovenije in šteje okoli 15.000 prebivalcev. Na severu meji z Republiko Avstrijo, in sicer po gorskem grebenu osrednjih Karavank, na zahodu meji na občini Žirovnica in Radovljica, na vzhodu na Jezersko in Preddvor ter na jugu na občini Kranj in Naklo. Ozemlje skoraj v celoti pripada porečju Tržiške Bistrice, le manjši del pripada porečju Kokre. Administrativno središče občine je Tržič.
Severni del občine zavzemajo osrednje Karavanke, proti jugu se pokrajina znižuje v hribovje, najjužnejši del občine pa predstavljajo uravnave, ki pripadajo severnemu delu Ljubljanske kotline in se imenujejo Dobrave.
Gorati del občine prekinjajo večje in manjše doline. Glavne tri so dolina Tržiške Bistrice, dolina Mošenika in dolina Lomščice. Ostro alpsko podnebje, ki prevladuje v občini, je posledica opisane gorske pokrajine in se kaže v dokaj nizkih temperaturah in nadpovprečni količini padavin. 70 % občine prekriva gozd, med drevesnimi vrstami pa izrazito prevladuje smreka. Tržič leži ob glavni ljubeljski cesti, ki pelje iz Ljubljane in Kranja čez Ljubelj v Avstrijo. Od glavnega mesta je oddaljen 45 km, ob delavnikih pelje iz Tržiča v Ljubljano 25 avtobusov, ob sobotah, nedeljah in praznikih 12 ter v času sezone oz. šolskih počitnic 19 avtobusov. Od mednarodnega letališča Jožeta Pučnika (Brnik) je Tržič oddaljen 20 km, avstrijska meja pa je oddaljena 12 km.

## Osnovni podatki o občini
- površina: 155.4 km2
- število naselij: 35
- največje naselje: Tržič - 3.920 prebivalcev
- največja nadmorska višina: 2133 m (Košutnikov turn)
- najmanjša nadmorska višina: 434 m
- število prebivalcev ( 2016): 14.839
- gostota: 97.5 prebivalca/ km2
- število naselij: 35
- število gospodinjstev: 5239
- povprečno število članov na eno gospodinjstvo: 2,9
- število kmečkih gospodarstev: 399
- število stanovanj: 5643

Župan občine Tržič je od leta 2022 Peter Miklič, podžupanja Metka Gaberc, direktor Občinske uprave pa dr. Jure Meglič. Občinski svet sestavlja 24 članov. V občini deluje tudi upravna enota.
Občina Tržič je razdeljena na 13 krajevnih skupnosti: Bistrica pri Tržiču, Brezje pri Tržiču, Jelendol, Kovor, Križe, Leše, Lom pod Storžičem, Podljubelj, Pristava, Sebenje, Senično, Tržič - Ravne in Tržič - mesto.

## Naselja v občini
Bistrica pri Tržiču, Brdo, Breg ob Bistrici, Brezje pri Tržiču, Čadovlje pri Tržiču, Dolina, Gozd, Grahovše, Hudi Graben, Hudo, Hušica, Jelendol, Kovor, Križe, Leše, Loka, Lom pod Storžičem, Novake, Paloviče, Podljubelj, Popovo, Potarje, Pristava, Retnje, Ročevnica, Sebenje, Senično, Slap, Spodnje Vetrno, Tržič, Vadiče, Visoče, Zgornje Vetrno, Zvirče, Žiganja vas

## Občinski simboli
Grb občine Tržič predstavlja srebrno mestno obzidje s štirimi cinami na modrem poznogotskem ščitu sanitske oblike. Štiri cine delijo ščit na modri in srebrni del; iz dna ščita raste srebrno obzidje, zgrajeno iz sedmih vrst klesancev, ki nosijo v vencu štiri cine; med klesanci pete vrste so štiri puškarnice. Zlati trak, ki ga nosi ščit na svojih zunanjih robovih, lahko služi le kot grbovni okras, grb pa ima tudi sebi lasten in značilen grbovni okras. V grbu občine Tržič se uporabljajo bela, modra in rumena. (Modra in rumena sta v barvni lestvici sestavljeni iz naslednjih barv: modra: Y = 0; M = 35; C = 100; K = 10 – rumena: Y = 100; M = 20; C = 0; K=0)*
Zastava Občine Tržič je modro-bele barve, na sredini je cinasti rez. Razmerje višine proti dolžini (v:l) je 1:2,5 (ena proti dve celi in pet desetin), s tem da je zastavina ruta razdeljena vertikalno po sredini s cinasto delitvijo med belim in modrim poljem; cine so kvadrataste oblike tako, da ima belo polje dve celi cini in dve polovici ob robovih oziroma modro polje tri cele cine. Zastavo sestavljata bela in modra (Y = 0; M = 35; C = 100; K = 10) barva.
Himna občine Tržič je pesem Naš domači kraj avtorja Matija Mežka, melodijo pa je zasnoval skladatelj Janez Močnik.
Besedilo:
Srečni kraji med vrhovi, kjer prijazni so domovi,
pesmi naj glasno donijo, čez vrhove se glasijo,
v soncu Mošenik odseva, v dnu mu Bistrica odpeva,
na domači zemlji večno Tržičan bo živel srečno.
Vedrega smo mi duha in slovenskega srca,
ki za gorski bije raj, dragi naš domači kraj.

## Znane osebnosti, povezane z občino
- Andrej Perne (1844–1914), pesnik
- Andrej Praprotnik (1827–1895 ), pesnik in pisatelj
- Andrej Šarabon (1860–1941), gospodarstvenik in mecen
- Bojan Križaj (*1957), alpski smučar
- Ernest Petrič (*1936), ustavni sodnik, politik in diplomat
- Ignacij Hladnik (1865–1932), skladatelj in glasbenik
- Ivan Toporiš (1867–1915), pesnik
- Janez Demascen Dev (1732–1786)
- Jernej Dolžan (1815–1880), narodni buditelj in pisatelj
- Josip Novak (1833–1883 ), pesnik
- Jože Pogačnik (1902–1980), nadškof
- Jožef Venceslav Radetzky (1766–1858)
- Julius baron von Born
- Karol Pirc (1861–1927), krajevni zgodovinar
- Odilo Globocnik
- Peter Gros (1834–1913), pesnik
- Simon Tadej Volbenk Grahovar (1709–1774), slikar miniatur
- Tomaž Ahačič - Fogl (1969–2016), glasbenik
- Tone Pretnar (1945–1992), filolog
- Viktor Kragel (1883–1951), krajevni zgodovinar
- Viljem Polak (1843–1908), mecen in graditelj cest ter železnic
- Vinko Šarabon (1880–1946), geografski pisec
- Vojteh Kurnik (1826–1886), pesnik
- Janko Ropret (*1951), pevec in radijski napovedovalec
- Mako Sajko (1927–2023), filmski režiser

## Zgodovina občine
Občina Tržič je bila ustanovljena na podlagi Začasne srenjske postave iz 17. marca 1849. Na območju današnje občine Tržič, so bile ustanovljene še občine Kovor, Križe,Sv. Ana in Sv. Katarina.
Občina je sprva spadala v okraj Tržič skupaj z občinami Kovor, Križe, Sv. Ana in Sv. Katarina, po ureditvi iz leta 1868 pa pod politični okraj Kranj znotraj dežele Kranjske, občinska uprava pa je bila podrejena okrajnemu glavarstvu. Kljub priključitvi k okraju Kranj je Tržič še vedno ostajal center sodnega okraja.
Z vidovdansko ustavo iz leta 1921 je občina Tržič pripadala Ljubljanski oblasti, še vedno pa je ostajala znotraj okraja Kranj. Kraljeva diktatura je leta 1929 razpustila oblasti in državo razdelila na banovine in občina Tržič je spadala v Dravsko banovino. Aprila 1941 je občina Tržič prešla pod nemško okupacijo, in sicer v območje Spodnje Koroške, ki je urade svojega gaulajterja imela na Bledu. Nova oblast je v juniju 1941 razpustila občinski odbor in nastavili novega župana Nikolaja Klemenca, leto kasneje ga je zamenjal Hugo von Kurz. Tržič je kot mestna občina pripadal podeželskemu okrožju Radovljica.
Po vojni je ozemlje občine Tržič spet spadalo pod okraj Kranj znotraj ljubljanskega okrožja. Delitev na občine po novem zakonu iz leta 1945 še ni obstajala, oblast pa je bila v roki ljudskih odborov kraja – KNOO-jev, ki so bili voljeni vsaki dve leti, izmed njih pa je bil izvoljen tudi izvršilni odbor in predsednik. Z ustavo leta 1947 je bilo ljubljansko okrožje ukinjeno, leta 1949 pa se je oblikovala ljubljanska oblast, ki je obstajala samo dve leti. V aprilu 1952 so bile ponovno uvedene občine in z njimi tudi občina Tržič, v katero so bile vključene predvojne občine Kovor, Križe, Sv. Ana in Sv. Katarina, pravno pa je veljala za mestno občino. Občino je vodil ljudski odbor mestne občine, ki je oblikoval razne komisije. Občina je v letu 1964 prešla v okraj Ljubljana s sedežem v Ljubljani. V ustavi leta 1963 so bile opredeljene tudi krajevne skupnosti, ki pa niso bile obvezne. Po letu 1974 jih je uvedla tudi občina Tržič. Po osamosvojitvi je prišlo do ponovnega razmišljanja o preureditvi Slovenije v občine in oblikovanih je bilo več modelov delitve, v katerih je občina Tržič ostajala samostojna in nespremenjena. Referendum o občinah je bil izveden leta 1994 in občina je ostala nespremenjena, izgubila pa je status mestne občine.

## Župani občine Tržič
| IME IN PRIIMEK      | ZAČETEK ŽUPANOVANJA | KONEC ŽUPANOVANJA |
| Gašper Pollak       | 1851                | 1860              |
| Anton Globočnik st. | 1861                | 1866              |
| Anton Železnikar    | 1867                | 1873              |
| Andrej Kališnik     | 1873                | 1874              |
| Jabornegg           | 1874                | 1874              |
| Leopold Mally       | 1874                | 1876              |
| Anton Železnikar    | 1877                | 1881              |
| Karl B. Mally       | 1881                | 1884              |
| Friderik Raitharek  | 1884                | 1888              |
| Anton Globočnik ml. | 1889                | 1896              |
| Karel Mally B.      | 1896                | 1912              |
| Frančišek Ahačič    | 1912                | 1921              |
| Janez Lončar        | 1921                | 1933              |
| Frančišek Globočnik | 1933                | 1936              |
| Janez Majeršič      | 1936                | 1941              |
| Nikolaj Klemenc     | 1941                | 1942              |
| Hugo von Kurz       | 1942                | 1945              |
| Lovro Cerar         | 1952                | 1962              |
| Milan Ogris         | 1963                | 1965              |
| Tine Tomazin        | 1965                | 1967              |
| Marjan Bizjak       | 1967                | 1973              |
| Viljem Logar        | 1973                | 1974              |
| Milan Ogris         | 1974                | 1982              |
| Janez Piškur        | 1982                | 1986              |
| Ivan Kapel          | 1986                | 1990              |
| Peter Smuk          | 1990                | 1994              |
| Pavel Rupar         | 1994                | 2006              |
| Borut Sajovic       | 2006                | 2022              |
| Peter Miklič        | 2022                | /                 |

## Tradicionalne prireditve
- Mednarodni dnevi mineralov fosilov in okolja – od leta 1973. Danes razstava predstavlja eno največjih tovrstnih prireditev v Evropi, saj se po številu obiskovalcev uvršča na tretje mesto, po kulturnem, izobraževalnem, raziskovalnem in vzgojnem programu pa kar na prvo mesto v svetu. Povprečno število obiskovalcev, ki si v dveh dneh ogledajo omenjeno prireditev, je okrog 3000. Mednarodni dnevi mineralov, fosilov in okolja se vsako leto odvijajo drugi vikend v maju v Dvorani tržiških olimpijcev.
- Poletne prireditve – od leta 1996. V sklopu prireditev se vsak vikend v juliju in avgustu predstavljajo kulturne in glasbene skupine iz Slovenije in tujine. Prireditve se odvijajo v atriju Občine ter v letnem gledališču, na griču sv. Jožefa. Petkovi večeri so namenjeni koncertom klasične in zabavne glasbe ter gledališkim predstavam, sobotni dopoldnevi pa s predstavami za najmlajše popestrijo Pikine otroške matineje. Vse predstave so brezplačne.
- Mednarodna tekma na rolkah – Tržiški športni delavci vsako prvo soboto v septembru pripravijo mednarodno tekmovanje na tekaških rolkah. Tekmovanja se udeležujejo večinoma aktivni tekači na smučeh. Vsako leto pa se poleg najboljših domačih tekmovalcev na startu zberejo tekmovalci iz sosednjih držav. Imena prijavljenih pričajo, da je to najkvalitetnejša in najodmevnejša tekaška prireditev na Slovenskem. Tekmovanje poteka od mesta Tržič proti vasi Lom, na 4,5, 6,5 in 8,5 km dolgi progi. Start za vse kategorije je pred tovarno obutve Peko Tržič. Na koncu bolj za šalo svoje moči preizkusijo še politiki in gospodarstveniki.
- Šuštarska nedelja – s 30-letno tradicijo. Na Šuštarsko nedeljo obišče Tržič več 10.000 obiskovalcev iz vse Slovenije in tudi iz sosednjih držav, njena tradicija je ohranjena že več kot trideset let. Trgovci iz vse Slovenije svoje blago razstavljajo na več kot 300 stojnicah, ves dan se odvijajo različne kulturne, zabavne in etnografske prireditve, tržiški gostinci pa vas ta dan pričakujejo s pravim šuštarskim kosilom in tržiškimi bržolami. Šuštarska nedelja se je razvila iz tržiških sejmov. Tržič je namreč leta 1492 dobil trške pravice za prodajo vina, živine in železnih izdelkov. Tako so se v mestu tedensko in tudi letno vrstili številni sejmi, od katerih sta bila najpomembnejša Andrejev sejem pred Miklavžem in sejem kmečkih izdelkov na Angelsko nedeljo (prva nedelja v septembru). Na ta dan so bili vsako leto šuštarski vajenci – »jungri« – sprejeti med pomočnike – »ksele«. Ta običaj, ki so mu pravili »frajšprehunga«, so zaključili s sejmom in nazadnje tudi z veselico, kjer so pozabili na celodnevno delo na nizkih trinogih stolčkih in šuštarski luči na »gauge«.
- Hrastov memorial – hitrostne avtomobilske in motociklistične dirke. Prve so bile na Ljubelju že leta 1926, ko je bil razvoj motorizacije še močno v povojih. Do leta 1939 so izvedli enajst tekmovanj z veliko mednarodno udeležbo in Ljubelj je dobil sloves najtežje dirke v Evropi. Po vojni so bili tekmovalci predvsem iz bivše Jugoslavije, leta 1953 pa je bilo izvedeno prvo mednarodno povojno tekmovanje. Dirke so ponovno zamrle leta 1961. V 3. tisočletju se je društvo Avto moto Tržič odločilo ponovno oživiti stare ljubeljske strmine. Prireditev so poimenovali po domačinu, Mirku Hrastu, ki je kot mnogi drugi živel s tekmovanji v Podljubeljski dolini in se kot aktiven tekmovalec tudi sam udeleževal preizkusov starodobnikov na Ljubelju. Prireditve se danes odvijajo na makadamski cesti, ki pelje od mejnega prehoda pa do vrha starega prelaza na Ljubelju. Proga je dolga 2300 metrov in na najbolj strmi točki doseže naklon do 33 %. Včasih so se prireditve odvijale na precej daljši progi, sedaj pa je del stare proge, ki vodi do mejnega prehoda, asfaltiran. Na dirki lahko sodelujejo motocikli, ki so narejeni do leta 1961, in avtomobili do leta 1970.
- Gregorjevo - najbolj znan tržiški običaj, ki se je ohranil iz 19. stoletja in je povezan s čevljarsko obrtjo. Na predvečer svetega Gregorja (11. marca) so čevljarji prenehali z delom pri luči, ki so ga morali opravljati celo leto pri pomanjkljivi svetlobi. Gregor je s pomladjo prinesel toplejši in daljši dan. Zato so v razigranem veselju ta dan na bregu Bistrice zažgali kres, po vodi pa so spuščali s smolo polite oblance, da bi voda odnesla neprijetno delo pri slabi luči. V spomin na ta večstoletni tržiški običaj še danes otroci na predvečer svetega Gregorja po reki Bistrici spuščajo hišice iz lesa in papirja, v katerih gorijo sveče.
- Lomski ploh (izg. vomnsk poh) je običaj, s katerim moški zbadajo neporočene ženske. Ploh je velika smreka, ki jo fantje poiščejo in posekajo ter slovesno vlečejo skozi vas v posmeh vsem dekletom, ki se niso hotela poročiti. Največja sramote naj bi to bila za tisto dekle, ki je svojo poroko napovedalo, potem pa obljubo pojedlo. Ali pa za tisto, na katero se že nekaj časa čaka, pričakovane poroke pa ni in ni. Smreka predstavlja ženina. Fantje pravijo: »Nas niste hotele, zdaj pa imate tega kosmatega ženina!« Običaj se praznuje na pustni torek, dan veselja in norčij. V sprevodu lahko sodelujejo samo neporočeni fantje. Na začetku jaha nekaj konjenikov, po navadi so slovesno oblečeni v narodno nošo. Prvi od njih nosi pustno zastavo fano, na kateri je naslikan pust in izpisane vse letnice, v katerih se je ploh vlekel. Ta zastava izvira iz leta 1927.

## Gorski svet
Gore in planine so ena od prepoznavnih značilnosti tržiške občine. Vrhovi Karavank in Kamniško-Savinjskih Alp, ki se dvigujejo nad gozdnato pokrajino, so že dolgo priljubljen cilj planincev. S tržiških gora se odpira razgled na dve deželi, Kranjsko in Koroško in tudi dve državi, Slovenijo in Avstrijo. Če je bila v preteklosti meja, ki teče po grebenu Karavank, ovira za ljubitelje gora, danes temu ni več tako. Planinci lahko sedaj državno mejo prečkajo na več posebej določenih mestih. Planinske poti v tržiških hribih so dobro označene in zadovoljujejo tako zahtevnejše planince, kakor tudi ljubitelje zanimivih sprehodov po gozdovih in visokogorskih pašnikih. Tržiške gore so zaradi številnih planinskih postojank in planašarij privlačne tudi za več dnevno planinarjenje. Večina vrhov v okolici Tržiča je dosegljiva tudi v zimskem času, ko s svojo višino, ki sega nad kotlinsko meglo, nudijo enkratno doživetje. Vrhovi na tržiški planinski poti:
- Dobrča, 1635 m
- Begunjščica, 2063 m
- Vrtača, 2180 m
- Košutica (Baba), 1966 m
- Veliki vrh, 2088 m
- Kladivo, 2094 m
- Košutnikov turn, 2133 m
- Stegovnik, 1692 m
- Storžič, 2132 m
- Tolsti vrh, 1715 m

Tržiške planine oživijo junija, živina in planšarji pa jih zapustijo sredi septembra. Planšarije nudijo domače kislo mleko, skuto, žgance in masovnek. Planinske koče v občini so:  
- Koča na Dobrči
- Taborniški dom na Šiji
- Koča na starem Ljubelju
- Zavetišče Jelenov kot v Medvodju
- Dom na Kofcah
- Dom pod Storžičem
- Koča na Kriški gori
- Zavetišče v Gozdu

## Muzeji
- Tržiški muzej – obrtna tradicija in tehniška ter etnološka dediščina. Od leta 1969 je dejavnost muzeja profesionalizirana.
- Stalna zbirka »Lovci na mamute – ledena doba v Evropi« se nahaja na Koroški cesti 9, 20 m od cerkve sv. Andreja. Tu so na enem mestu zbrane vse arheološke najdbe od Afrike, Sibirije, Bližnjega vzhoda in Evrope. Fosilni ostanki, arheološke najdbe ter rekonstrukcije v modelih in naravni velikosti pripovedujejo zgodbo o nastanku človeka pred štirimi milijoni let do konca starejše kamene dobe.
- Kurnikova hiša – etnografski muzej
- Razstavno-izobraževalno središče Dovžanova soteska